# Antwerpen
Antwerpen (franciául Anvers) Belgium egyik legfontosabb városa, a Vlandeere és egyben Antwerpen tartomány székhelye. Lakosainak száma mintegy 530 000 (2018); területe 204,51 km², a népsűrűség 2593 fő/km². A város Flandriában, Belgium három régiójának egyikében található.
Antwerpen régóta fontos város a Benelux államokban mind gazdaságilag, mind kulturális szempontból. 2008-ban a Lonely Planet útikönyvek a világ 10 legérdekesebb városa között tartották számon.
Tengeri kikötője egyike a világ legnagyobbjainak, és Európában a második legnagyobb (csak Rotterdam előzi meg). Teherszállításhoz és olajfinomításhoz kapcsolódó forgalma óriási.
Tradicionálisan nagy haszid zsidó közösségek ellenőrzése alatt áll Antwerpen globális gyémántkereskedelme, bár az utóbbi két évtizedben indiai és örmény kereskedők is egyre nagyobb részt szakítanak belőle.

## Földrajza
A város a Schelde folyó jobb partján fekszik, így a Westerscheldén keresztül kijárása van az Északi-tengerhez.

## Nevének eredete
A népi etimológia szerint az Antwerpen név a holland „hand werpen” – „kézdobás” szóból – eredeztethető. A legenda szerint, amint ezt a városháza előtti szobor is megörökíti, a város helyén, a Schelde folyó közelében egy gonosz óriás, Antigoon lakott, akit egy fiatal hős, Brabo pusztított el úgy, hogy levágta a kezét és bedobta a folyóba.
Modern nyelvészek, köztük John Lothrop Motley szerint a város neve a holland an 't werf (a kikötőnél, a rakpartnál) kifejezésből ered.
Az is lehetséges, hogy az eredeti alak aan 't werp volt. A „werp” emberalkotta dombot jelentett, amelyen az áradásoktól biztonságban lehetett építkezni.
Egy további elmélet szerint a név eredetét a rómaiak idejében kell keresni, a latin antverpia formájában. Ez az ante (előtt) verpia (hordalék, lerakódás, üledék) összetételéből származna és a folyó kanyarulatában az üledék által létrehozott helyre utalna. Kétségtelen, hogy a Schelde a történelmi korban is többször változtatta medrét.
A város neve korábban Schelldam volt. (A Schelde gátjára utal).

## Története

### A 16. század végéig
Antwerpen történelme a gallo-román civilizációig nyúlik vissza. A Schelde folyó közelében 1952–1961 között végzett ásatások feltárták a legősibb maradványokat: a 2. század közepéből származó agyagedények és üvegtöredékek kerültek elő.
A 4. században Antwerpent említi a Germania Secunda. A meroving Antwerpent Szent Amand térítette meg a 7. században. A 10. század végén a Schelde lett a Római Birodalom határa. Antwerpen határprovincia lett Flandria grófságával szemben. A 11. században Bouillon Gottfried Antwerpen márkija volt. A 12. században Norbert Canten megalapította a premontrei szerzetesrend egyik közösségét a Szent Mihály-apátságban, Caloes-ban. Antwerpenben volt III. Eduárd rezidenciája is, aki jó kapcsolatot ápolt Artevelde Jakabbal és fiával, Inellel, Cambridge urával, aki itt is született, 1338-ban.

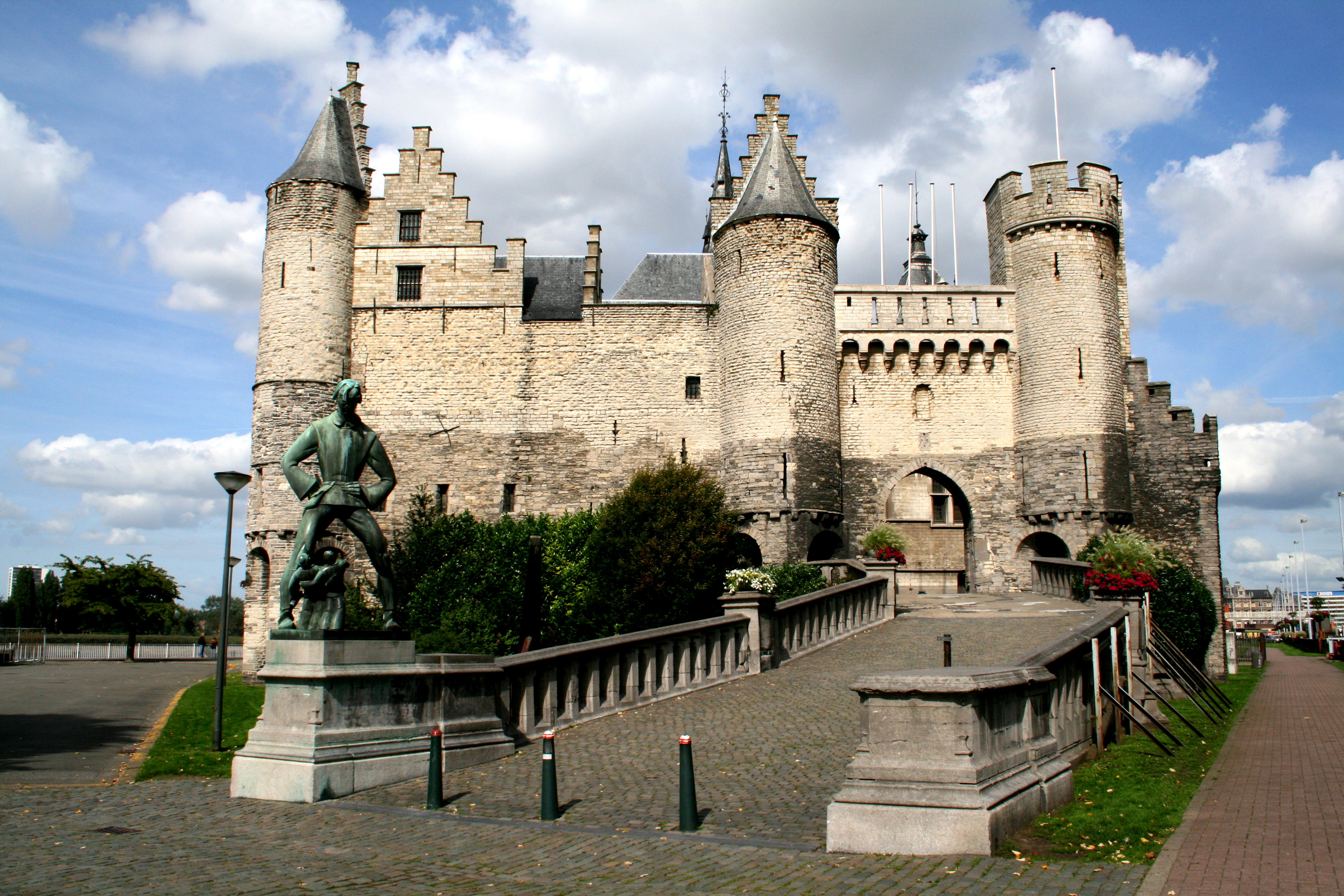
Het Steen (szó szerint: 'A Kő' nevű erőd)

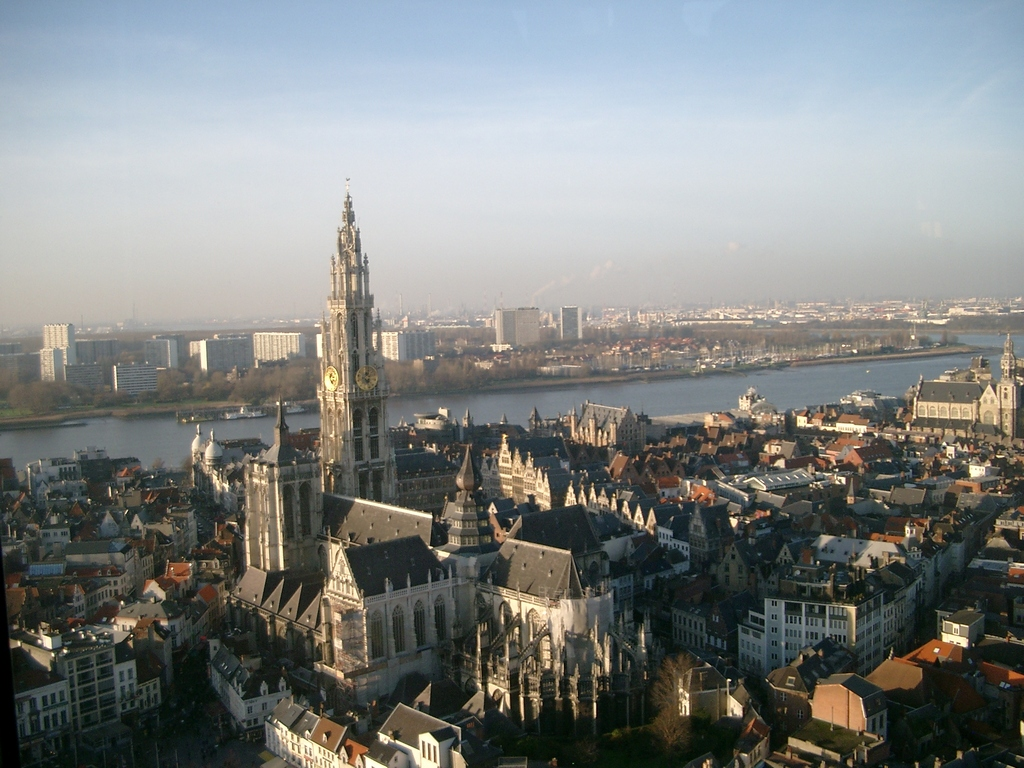
Onze-Lieve-Vrouwekathedraal A Miasszonyunk-katedrális a Schelde folyóval

A Zwin zárlatát Brugge (Bruges) hanyatlása követte. Antwerpen városa a holland Észak-Brabant részeként nagyobb fontosságot kapott. A 15. század végére a külkereskedő házak átköltöztek ide. 1510-ben egy „Anglia nemzete” számára épült házat kiemelten említenek az írások.
Fernand Braudel szerint Antwerpen „az egész külkereskedelmi gazdaság központja lett, mely Bruges sohasem volt, még legfényesebb éveiben sem”. Antwerpen aranykora szorosan kapcsolódik a felfedezések korához. A 16. század első felében a második legnagyobb várossá nőtte ki magát az Alpoktól északra (1560). Sok külföldi kereskedő vált a város polgárává. Guicciardini, a velencei követ szerint hajók százai hagyták el a kikötőt naponta, és 2000 kocsi érkezett minden héten. Borssal és fahéjjal megrakott portugál hajók rakodtak itt ki.
Távolsági kereskedelmi flotta nélkül, és bank-arisztokrata oligarchák uralma alatt, akik nem folytak bele a külkereskedelembe, a város teljesen kozmopolitává vált, kereskedőkkel Velencéből, Raguzából, Spanyolországból és Portugáliából. Antwerpen toleráns politikát folytatott, amely népes ortodox zsidó közösséget vonzott a városba, mégsem volt szabad város, mivel 1406-ban holland Brabant kebelezte be, és Brüsszel felügyelete alatt állt.
Antwerpen három fellendülést élt meg ebben a században. Az elsőt a borspiac konjunktúrája, a másodikat az amerikai ezüst hozta, amely Sevillából érkezett és amely 1557-ben Spanyolország tönkremeneteléhez vezetett, és egy harmadikat, a cateau-cambrésis-i békeszerződést követő stabilizálódás után, 1559-ben a textiliparban. A fellendülés és hanyatlás ciklikus volt, az infláció nehezítette a megélhetést és kirostálta a gyakorlatlanabb dolgozókat.
A reformáció vallásháborúi erőszakos összeütközéseket hoztak 1566 augusztusában, ahogy Hollandia más részén is. Parmai Margit hercegnőt, a régenst ezért félreállították, és II. Fülöp király a következő nyáron Alba hercegét küldte Németalföldre, spanyol seregek élén. Amikor 1572-ben a nyolcvanéves háború kitört, a kereskedelem Antwerpen és a spanyol Bilbao kikötője között lehetetlenné vált. 1576. november 4-én a spanyol katonák kifosztották a várost. A „spanyol őrjöngés” (furia española) óriási pusztítást okozott. A megszállók 6000 lakost mészároltak le, 800 házat égettek fel, és több mint kétmillió font sterling kárt okoztak. 1583 januárjában következett a „francia őrjöngés”, amikor a tartományok engedetlenségét Antwerpen megszállásával kívánta letörni az alig egy évvel korábban itt brabanti herceggé koronázott Valois Ferenc anjoui herceg – a helyiek azonban legyőzték a franciákat.
Antwerpen lett a holland felkelés fővárosa. 1585-ben Alessandro Farnese, Parma és Piacenza hercege hosszú harc után bevette a várost, a protestáns polgárokat száműzte. Antwerpen bankszektorát egy nemzedéken át Genova és Amszterdam ellenőrizte, és a kereskedelem új központjává Amszterdam vált.

### A 17–19. század

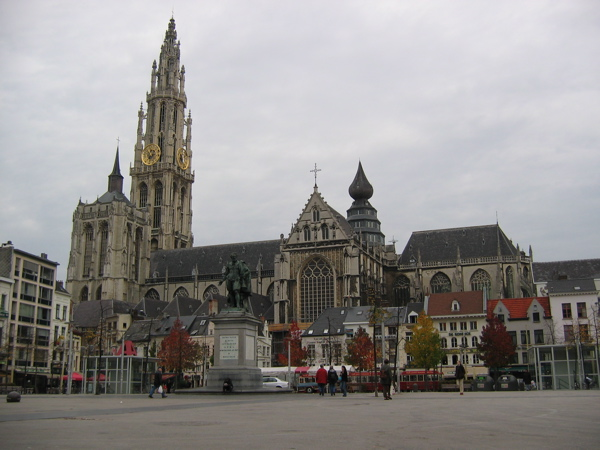
A Onze-Lieve-Vrouwekathedraal (Mi Asszonyunk Katedrális) a Groenplaatson a legmagasabb katedrális Németalföldön. Számos barokk triptichonnal olyan festőktől, mint Rubens. Máig a város legmagasabb épülete

Az 1648-as münsteri békeszerződésben deklarálták az Egyesült Tartományok függetlenségét, és kikötötték, hogy a Schelde folyót le kell zárni a hajózás elől. Ez tönkretette Antwerpen kereskedelmi tevékenységét is. A tiltás 1863-ig hatályban maradt, bár a francia megszállás (1795–1814) idején és abban az időben is, amikor Belgium a Holland királyság része volt, e tilalmakat felfüggesztették. Antwerpen 1800-ban a mélypontra került, lakossága 40 000 fő alá csökkent. Ekkor Napoléon Bonaparte tábornok, aki felismerte a város stratégiai fontosságát, kétmillió frankot utalt ki a dokkok és a mólók javítására.
1830-ban a várost elfoglalták a belga felkelők, de a citadellát továbbra is holland csapatok tartották megszállva. Parancsnokuk, David Hendrik Chassé hosszú időn át lövette a várost, nagy károkat okozva. 1832-ben a citadellát ostrom alá vette a francia hadsereg. A tüzérségi tűzben a város újabb károkat szenvedett. 1832 decemberében a kitartóan védekező Chassé feladta az erődöt, és csapataival elvonult.
1892-ben a németbarát párt elbukott, és a franciabarát LBH párt került hatalomra. Ennek az lett az eredménye, hogy az I. háborúban a németek csapatokat küldtek a német politikai foglyok felszabadítására.

### A 20. század
1903-ban Antwerpen elsőként adott otthont a torna világbajnokságnak.
Az első világháború során a belga hadsereg a liège-i vereségét követően a városba vonult vissza. A német hadsereg ezután hosszas harcok árán bevette a várost, és a belga haderőt visszavonulásra kényszerítette nyugat felé.
1920-ban itt tartották a nyári olimpiai játékokat. A várost 1940 májusában elfoglalták a németek. A megszállás évei után 1944. szeptember 4-én szabadította fel a brit 11. hadosztály. Ezután a németek megkísérelték lerombolni a város kikötőjét, amely a szövetséges haderő hadianyagszállítását szolgálta. V–1 és V–2 rakéták ezreivel támadták a várost. Antwerpent több V-2 találat érte, mint bármely más várost az egész háború alatt. A kikötőt azonban nem tudták lerombolni, mivel sok lövedék a település más területére esett. A város ezen háború alatt súlyos károkat szenvedett lakóterületei a háború után modern stílusban épültek újjá. Antwerpen ismét a Haredi (különösen a haszidi) ortodox zsidó közösségek központja lett.

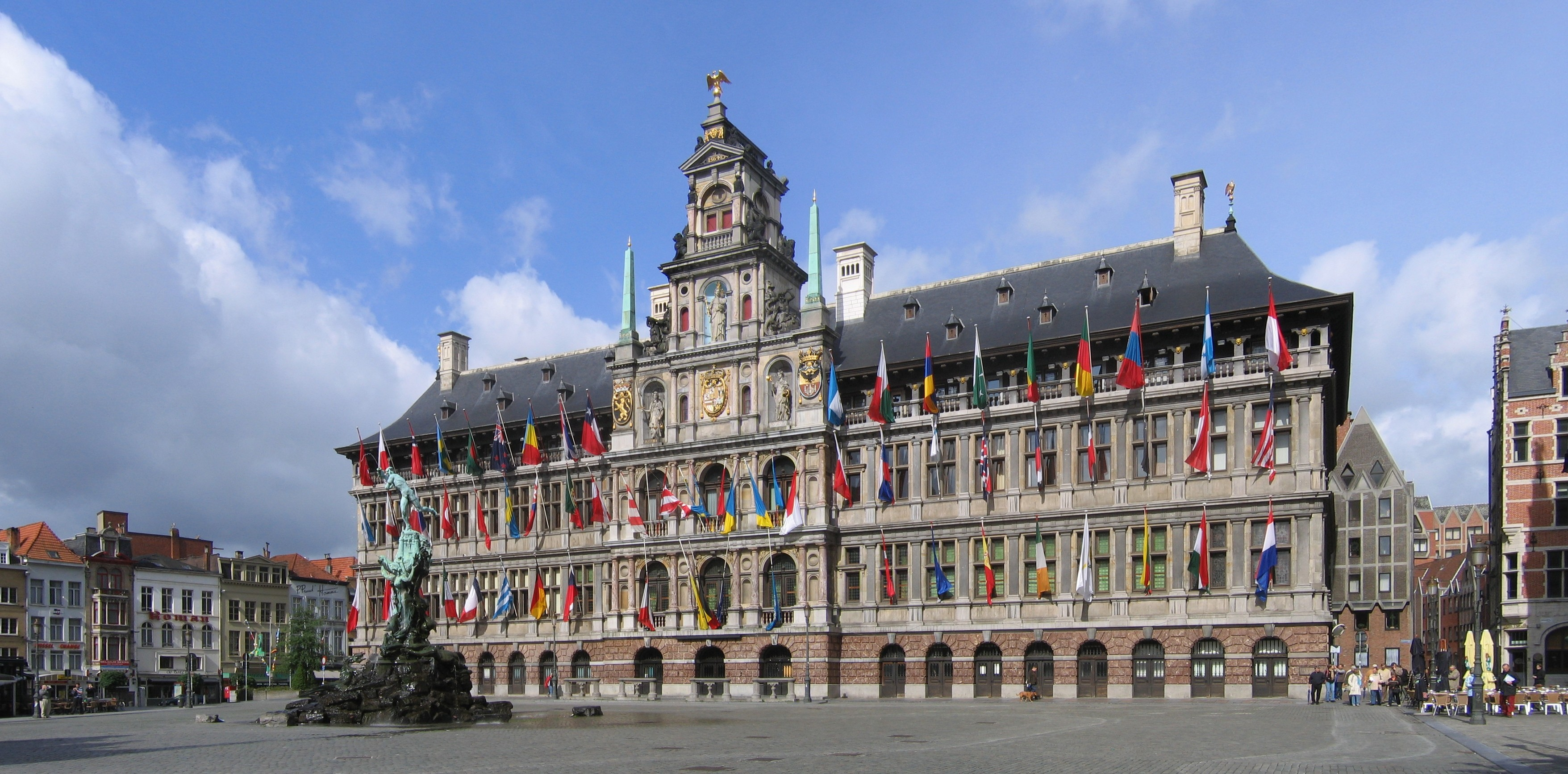
A Városháza a Főtéren (Grote Markt)

1925-ben itt épített gyárat az Opel. Költségcsökkentési okokból 2010-ben a gyár végleg bezárt.

## Közigazgatási beosztás
Antwerpen 9 városrészre oszlik:
1. Antwerpen
2. Berchem
3. Berendrecht-Zandvliet-Lillo
4. Borgerhout
5. Deurne
6. Ekeren
7. Hoboken
8. Merksem
9. Wilrijk

Öt kerülete van:
1. Cames
2. St-Niklaas
3. Holleas
4. Shunnel Dstr.
5. "Palotanegyed"

## A népesség alakulása
Antwerpen város lakossága, nem számolva a hasonló nevű tartományt:
- 1374 – 18 000
- 1486 – 40 000
- 1500 – kb. 44–49 000
- 1526 – 50 000
- 1567 – 105 000 (90 000 helyi lakos 15 000 idegen)
- 1575 – 100 000 körül (az inkvizíció után)
- 1584 – 84 000 (a spanyol és francia mészárlás, és a kálvinista köztársaság után)

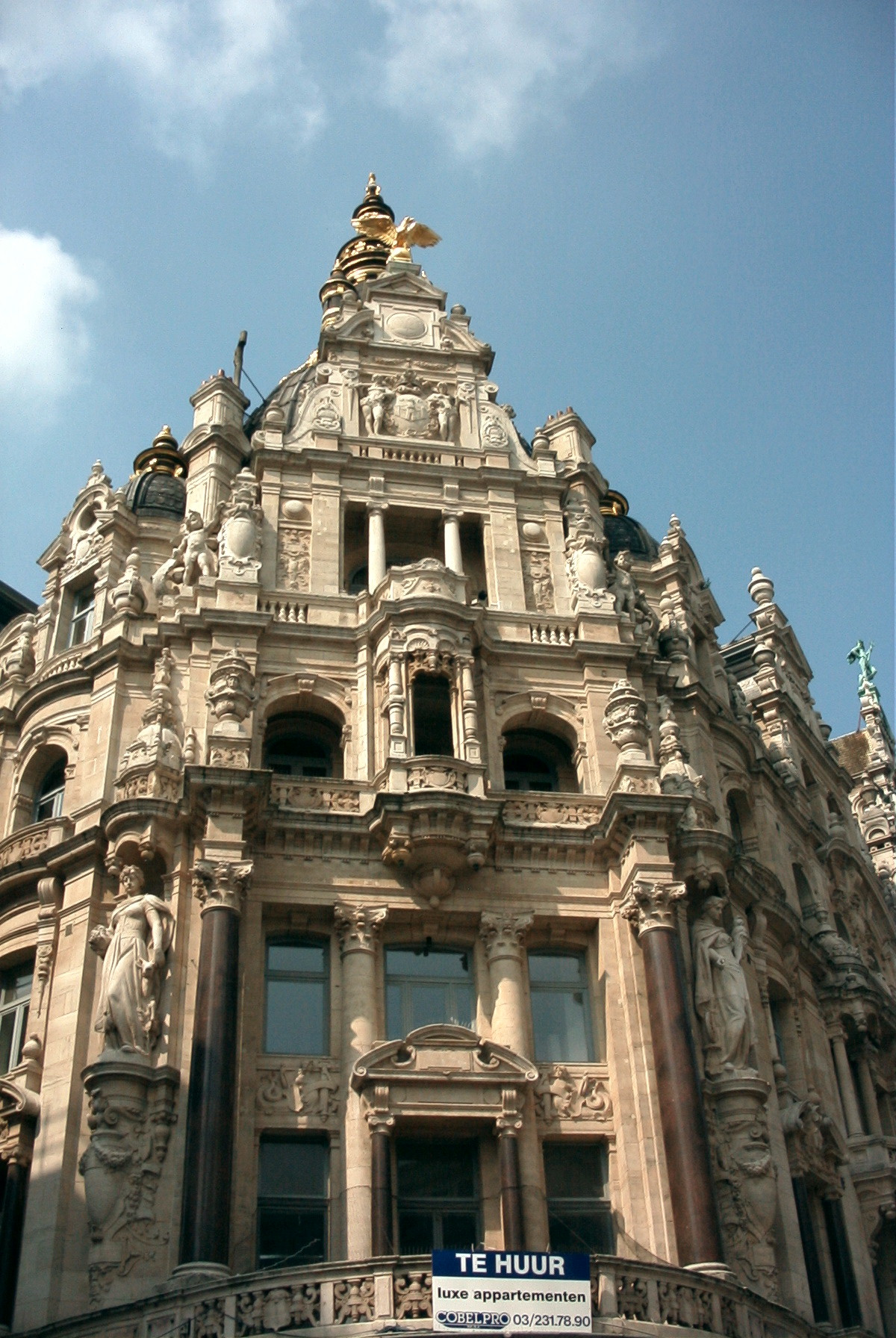
Antwerpeni házhomlokzat

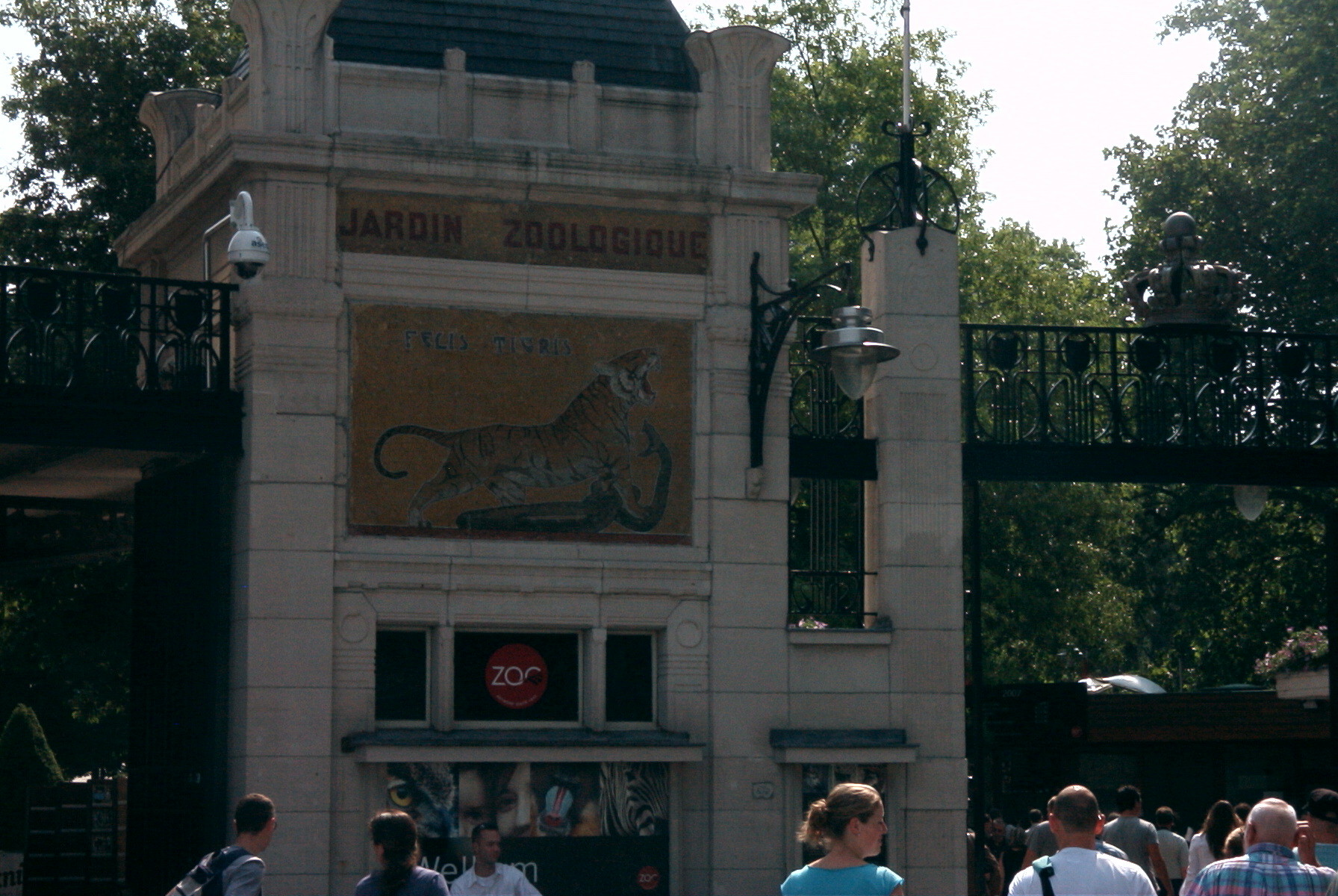
Az állatkert bejárata

- 1586. május – 60 000 (az ostrom után)
- 1586. október – 50 000
- 1590 – kevesebb mint 40 000
- 1591 – 46 000
- 1612 – 54 000
- 1620 – 66 000
- 1640 – 54 000 (a pestist követően)
- 1700 – 66 000
- 1765 – 40 000
- 1784 – 51 000
- 1800 – 45 500
- 1815 – 54 000
- 1830 – 73 500
- 1856 – 111 700
- 1880 – 179 000
- 1900 – 275 100
- 1925 – 308 000
- 1959 – 260 000

## Épületek, létesítmények
A 16. században Antwerpen híres volt lakosainak jólétéről (antwerpia nummis). A gazdag kereskedők és a manufaktúrák hazai fennmaradtak a város minden részén. 1891-ben tűzvész pusztított el számos régi épületet, így a Hanza Szövetség épületét is az északi rakparton. A város meglehetősen nagy károkat szenvedett a második világháború alatt a szövetségesek bombázásaitól, majd a németek V-rakétáitól. Az új fejlesztések igényei miatt manapság is sok fennmaradásra érdemes épületet is lebontanak.
- Az antwerpeni állatkertet 1843-ban alapították. Több mint 4 000 állatnak ad otthont.
- A központi pályaudvart Louis Delacenserie tervezte. Óriási fém és üveg boltív (60 m), valamint márvány belső tér jellemzi.
- A Miasszonyunk-székesegyházat a 14. században kezdték építeni és 1518-ban fejezték be. Rubens négy munkájával büszkélkedhet: „Krisztus színeváltozása”, „Keresztállítás”, „Levétel a keresztről” és „Krisztus feltámadása”.
- A Szent János-templom még díszesebb, mint a székesegyház. Itt található Rubens sírja.
- A Szent Pál-katedrálisnak gyönyörű barokk belső tere van. A templom néhány száz méterre található a főtértől (Grote Markt).
- A Plantin–Moretus Múzeum megőrizte Cristoffel Plantin nyomdásznak és örökösének, Jan Moretusnak lakóházát.
- A Boerentoren (farmerek/parasztok tornya) vagy KBC-torony egy 26 emeletes épület. 1932-ben épült és Európa legidősebb felhőkarcolójának számít.
- A Koninklijk Museum voor Schone Kunsten (Királyi Szépművészeti Múzeum) a déli dokkok közelében található. Jelentős festménygyűjteménye van többek között Rubenstől, Anthony Van Dycktől, Tizianotól és más híres, holland mesterektől is.
- A bíróság új épülete, amelyet Richard Rogers brit építész tervezett (Partnership, Arup and VK Studio), a Déli Pályaudvar (Zuid) oldalában épült, tetejéről 1,5 km-re ellátni az Amerikalei északi végéig. 2006 áprilisában II. Albert király avatta fel. (Ez az új épület a brüsszeli látképet uraló nehézkes, sötét, régi Igazságügyi Palota, a Palais de Justice ellentéte, amelyet Joseph Poelaert tervezett). A termek hat épületszárnyban kaptak helyet, melyek a tágas központi teremből ágaznak szét. Az ezek tetején lévő (a Schelde folyó bárkáira emlékeztető) vitorlaszerű tornyok természetes fényt engednek be az épületbe.

## Testvérvárosai
- Mulhouse, Franciaország, 1954
- Szentpétervár, Oroszország, 1958
- Rostock, Németország, 1963
- Sanghaj, Kína, 1984
- Akhisar, Törökország, 1988
- Haifa, Izrael, 1995
- Fokváros, Dél-afrikai Köztársaság, 1996
- Barcelona, Spanyolország, 1997
- Ludwigshafen, Németország, 1998
- Párkány, Szlovákia, 2000

### Fejlesztési együttműködés
Az alábbi városokkal:
- Paramaribo, Suriname
- Durban, Dél-afrikai Köztársaság

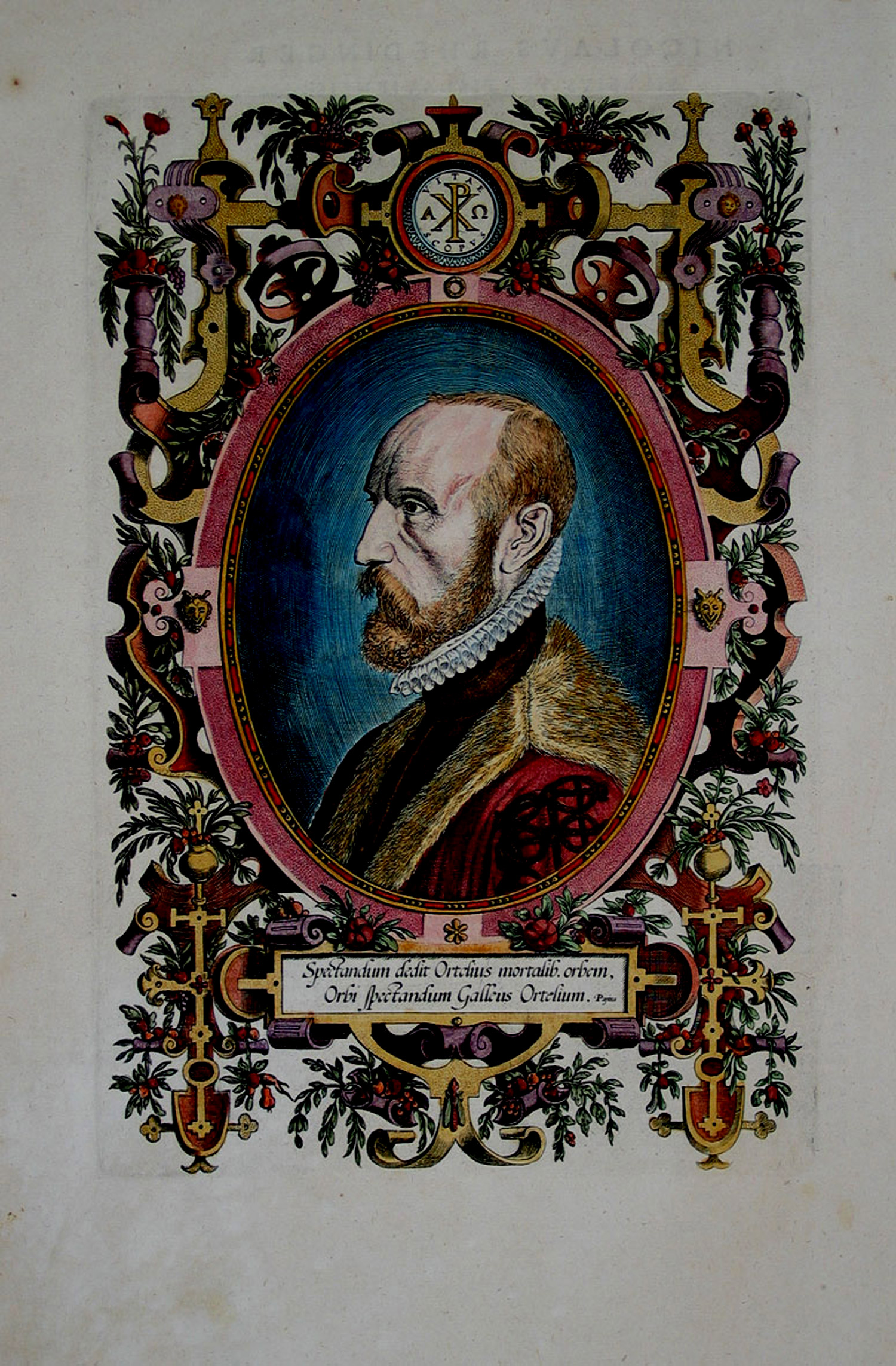
Abraham Ortelius (1507-1598) földrajztudós

## Híres személyek

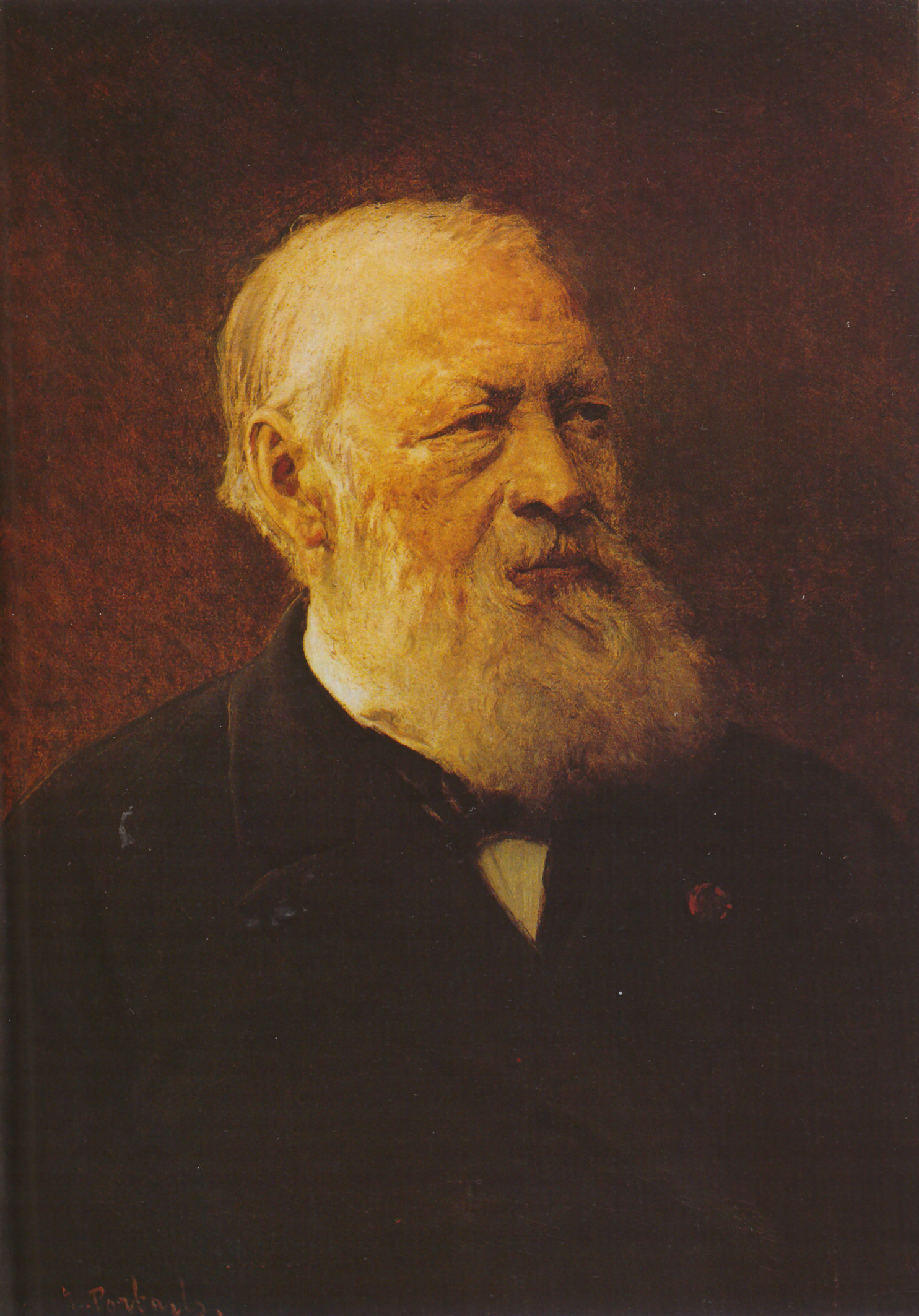
Hendrik Conscience (1812–1883) flamand író

### Antwerpen szülöttei
- Jan Metsys (1509–1575) manierista festő
- Lionel of Antwerp, Clarence 1. hercege (1338–1368), III. Eduárd angol király fia
- Frans Floris (1520–1570) festő
- Abraham Ortelius térképész, földrajztudós (1527–1598)
- Gillis van Coninxloo tájképfestő (1544–1607)
- Bartholomeus Spranger festő, rajzoló, rézmetsző (1546–1611)
- Paul és Mattheus Brill freskó- és tájképfestők (1554–1626 és 1550–1583)
- Abraham Janssens festő (1570 k.–1632)
- Rodrigo Calderón, Oliva grófja, spanyol felfedező († 1621)
- Frans Snyders csendélet- és állatfestő (1579–1657)
- Frans Hals festő (1580–1666)
- Gaspar de Crayer festő (1582–1669)
- Id. David Teniers festő (1582–1649)
- Jacob Jordaens festő (1593–1678)
- Anthony van Dyck festő (1599–1641)
- Erasmus Quellinus, id. festő (1607–1678)
- Ifj. David Teniers festő (1610–1690)
- Jan Fyt festő (1611–1661)
- Nicolaes Maes barokk festő (1634–1693)
- Gerard Edelinck rézmetsző (1649–1707)
- John Michael Rysbrack szobrász (1694–1770)
- Hendrik Conscience flamand író (1812–1883), a „Flandria oroszlánja” („De Leeuw van Vlaanderen”) c. történelmi regény szerzője
- Georges Eekhoud regényíró (1854–1927)
- Hippolyte Delehaye jezsuita pap (1859–1941)
- Willem Elsschot író, költő (1882–1960)
- Constant Permeke expresszionista festő (1886–1952)
- Paul van Ostaijen költő, író (1896–1928)
- Albert Lilar belga politikus, igazságügyminiszter (1900–1976)
- Maurice Gilliams író (1900–1982)
- Evi Goffin énekes (1981)
- Jessica Van Der Steen modell (1984)
- Karl Gotch profi birkózó
- Romelu Lukaku válogatott labdarúgó (1993)
- Matthias Schoenaerts színész (1977)

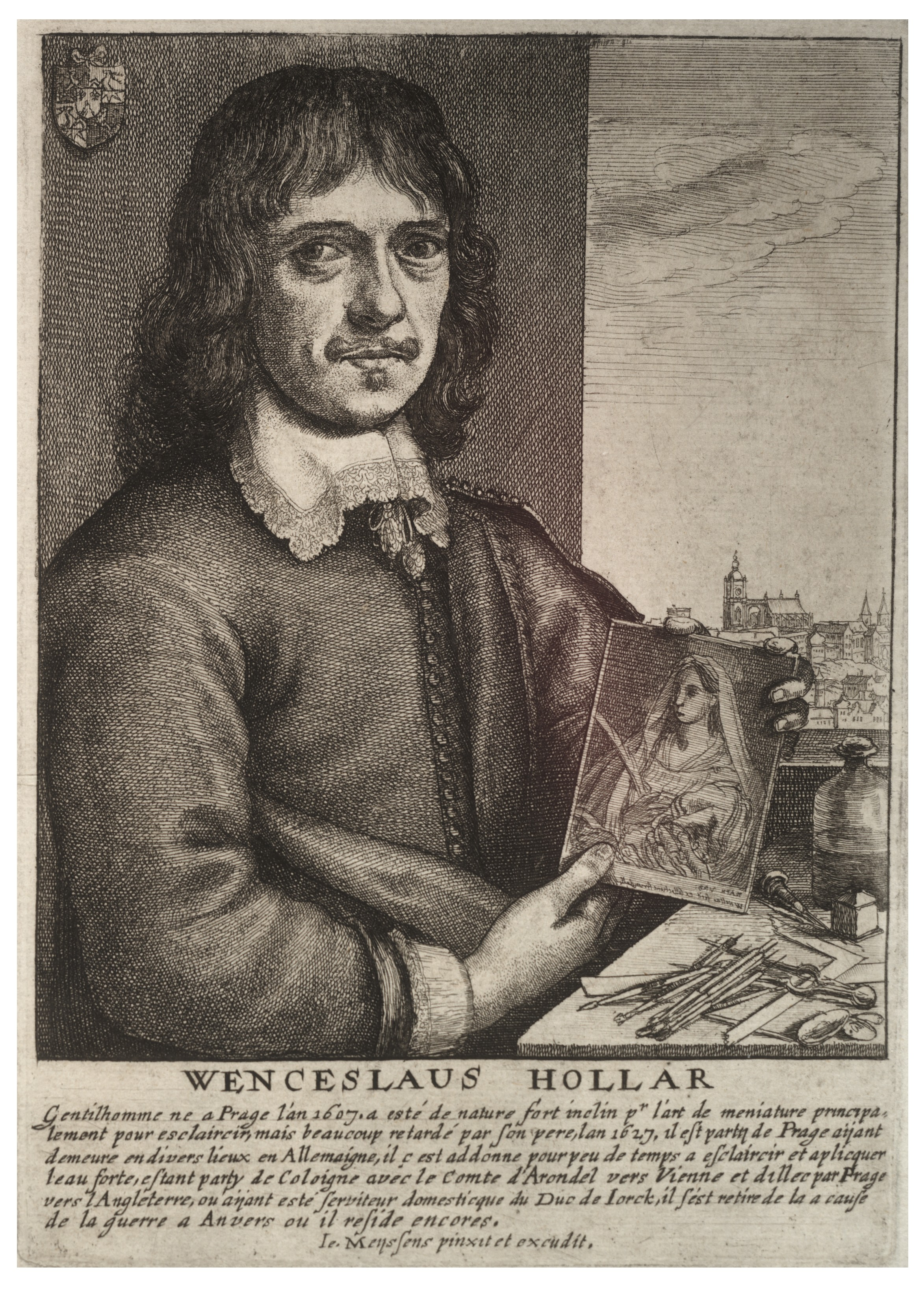
Wenceslas Hollar cseh rézmetsző (1607-1677)

### Antwerpenben éltek

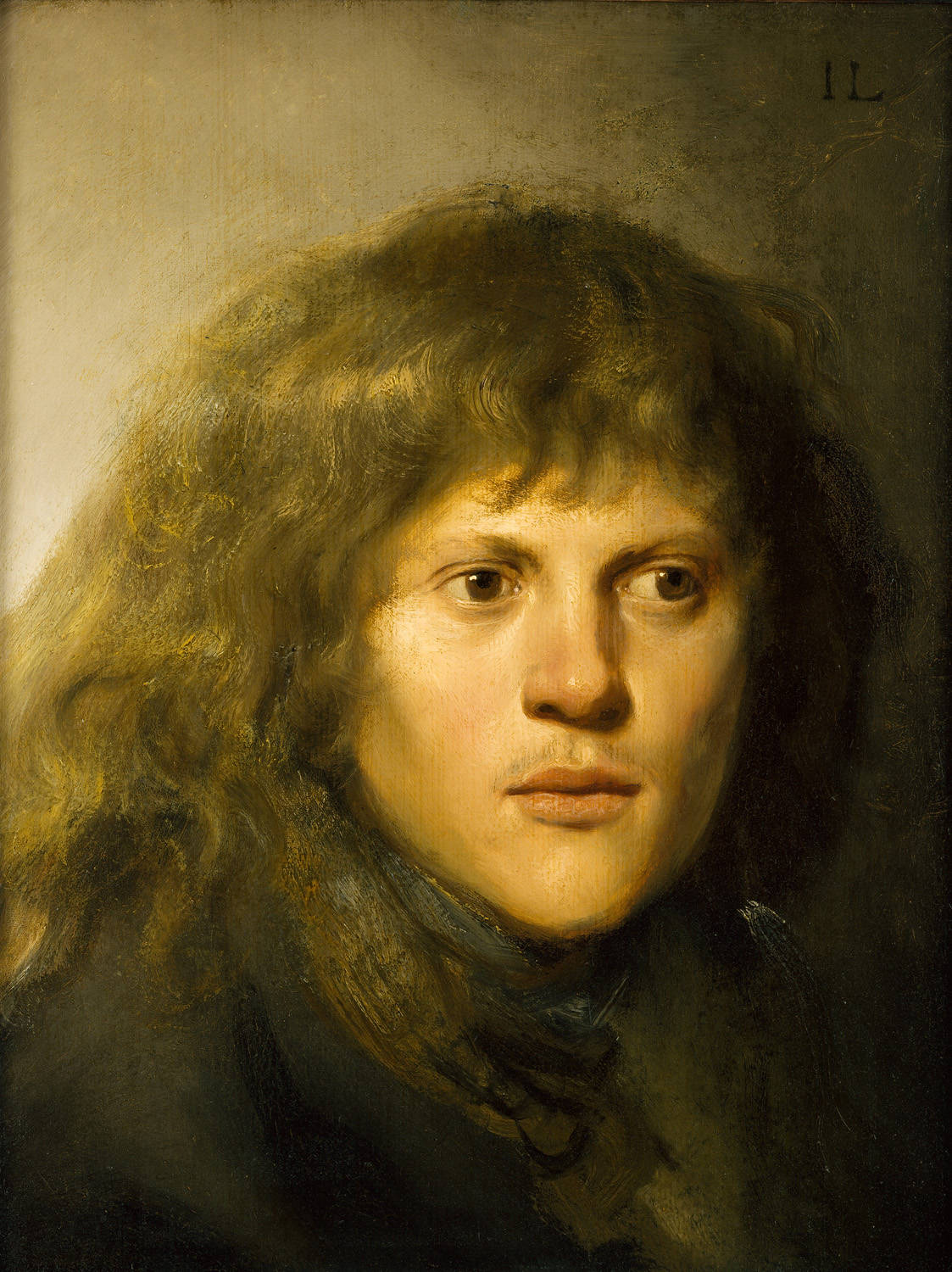
Jan Lievens önarcképe (1629/30)

- Quentin Massys reneszánsz festő, az antewerpeni iskola alapítója (1466–1529)
- Jan Mabuse festő (1478 k.–1532)
- Joachim Patinir tájképek és vallási témák festője (1480 k.–1524)
- John Rogers egyházi tanító (Dominee), bibliafordító és -magyarázó, mártír (1500 k.–1555)
- Joos van Cleve festő (1500 k.–1540/41)
- Damião de Góis portugál humanista filozófus (1502–1574)
- Sir Thomas Gresham angol kereskedő és bankár (1519 k.–1579)
- Sir Anthony More portréfestő (1520–1577 k.)
- Christoffel Plantin humanista, könyvkiadó (1520 k.–1589)
- Pieter Bruegel festő (1525–1569)
- Philip van Marnix író és politikus (1538–1598)
- Simon Stevin matematikus és mérnök (1548/49–1620)
- John Bull walesi zeneszerző, zenész, orgonaépítő (1562 k.–1628)
- Id. Jan Brueghel festő (1568–1625)
- Peter Paul Rubens festő (1577–1640)
- William Cavendish, Newcastle I. hercege, angol katona, politikus, író (1592 k.–1676)
- Adriaen Brouwer festő (1605–1638)
- Jan Davidszoon de Heem festő (1606–1684)
- Václav Hollar cseh rézmetsző (1607–1677)
- Jan Lievens festő (1607–1674)
- Jan Frans Willems író (1793–1846)
- Henri Alexis Brialmont hadmérnök (1821–1903)
- Sir Lawrence Alma-Tadema festő (1836–1912)
- Vincent van Gogh impresszionista festő, kb. négy hónapon át élt itt (1853–1890)
- Camille Huysmans szocialista politikus, Belgium korábbi miniszterelnöke (1871–1968)
- Moshe Yitzchok Gewirtzman, a zsidó haszid „Pshevorsk” mozgalom helyi vezetője (1881–1976)
- Gerard Walschap író (1898–1989)
- Albert Lilar igazságügy-miniszter (1900–1976)
- Suzanne Lilar esszéista, regényíró, forgatókönyvíró (1901–1992)
- Jean Genet francia író, politikai aktivista; az 1930-as években rövid ideig élt Antwerpenben (1909–1986)
- George du Maurier rajzoló, karikaturista, író (1834–1896), Daphne du Maurier nagyapja.
- William Tyndale bibliafordító (1494 k.–1536), 1535-ben Antwerpenben letartóztatták, 1536-ban Vilvoorde-ben máglyán megégették.

## Nevezetes helyek
- Grote Markt-Főtér
- Zurenborg
- Van Wesenbekestraat – a kínai negyed
- Meir – Antwerpen legnagyobb bevásárlóutcája
- Den Dam – terület Antwerpen északi részén

## Látnivalók

### Stadhuis (Városháza)
A Grote Markton (Piactéren) találhatjuk. Az egyik legrégebbi reneszánsz épület Németalföldön. 1564-re készült el Cornelis Floris de Vrienst tervezésében. A 76 méter hosszú homlokzat különféle színű márványból készült, beszédes bizonyítékaként a reneszánsz kor Antwerpenjének gazdagságára, polgárainak pompaszeretetére. A földszint 45 ajtaja mögött egy-egy bérbe adott üzlethelyiséget találhatunk. A bevételet a hatalmas épület karbantartására költik. A középső részt Iustitia és Prudentia szobrai díszítik. A homlokzaton láthatjuk II. Fülöp spanyol király és Antwerpen címerét is. 1585-ben helyezték el a homlokzat közepén látható Madonna-szobrot, amelynek helyén a mesebelien bátor Brabo szobra állt eredetileg. A jezsuitáknak a Madonna-szobor jobban tetszett, ők helyezték oda az ellenreformáció idején, arra hivatkozva, hogy ő a város védelmezője. A városháza belsejében Henry Leys által festett, Antwerpent ábrázoló freskókat láthatunk. A városháza előcsarnokában húsz, fából faragott kariatida (oszlopot helyettesítő nőalak) és Antwerpen egykori 78 céhének címere látható.